# Cotton Eye Joe
«Cotton Eye Joe» — американська народна пісня. Після того, як в 1994 році її записала шведська група Rednex, пісня стала всесвітньо відомою.

## Історія
Точно невідомо, коли була написана пісня, хоча ймовірно в часи Громадянської війни в США. Пісня має безліч варіантів. Одна з версій, записана Дороті Скарборо (Dorothy Scarborough), була записана і опублікована в 1925 році. Скарборо зазначила, що ця пісня широко відома на півдні (де дуже популярна до цих пір).
Через деякий час її почали виконувати в темпі польки та джиги (танець). Одна з дискографій налічує 134 записані версії пісні, починаючи з 1950 року. Одну з версій однойменного танцю можна знайти в «Енциклопедії суспільних танців» видання 1975 року.

## Версія Rednex
1994 року шведська група Rednex записала «Cotton Eye Joe» для свого альбому «Sex & Violins», комбінуючи семпли, синтезатори і народні інструменти — такі, як ба́нджо, фідель (музичний інструмент) і губну гармошку. У 2002 році в рамках альбому «The Best of the West» ними ж була випущена кантрі-версія.

### Рейтинги
Пісня потрапила до списку «50-ти найгірших пісень, які коли-небудь існували», за версією журналу «Blender», і посіла 38-ме місце в рейтингу. Не зважаючи на це, трек став хітом, та посідав і перші місця у багатьох чартах.

#### Позиції в чартах
| Чарт                            | Позиція |
| ------------------------------- | ------- |
| Australian ARIA Singles Chart   | 8       |
| Austrian Singles Chart          | 1       |
| Austrian Singles Chart          | 32      |
| Canadian Singles Chart          | 10      |
| Dutch Top 40                    | 1       |
| French SNEP Singles Chart       | 10      |
| German Singles Chart            | 1       |
| Irish Singles Chart             | 2       |
| New Zealand RIANZ Singles Chart | 1       |
| Norwegian Singles Chart         | 1       |
| Swedish Singles Chart           | 1       |
| Swiss Singles Chart             | 1       |
| UK Singles Chart                | 1       |

#### Сертифікація
| Країна      | Сертифікація | Дата       | Продажі   |
| ----------- | ------------ | ---------- | --------- |
| Austria     | Платина      | 1994-12-12 | 30,000    |
| Germany     | 2 x платина  | 1995       | 1,000,000 |
| Netherlands | Золото       | 1994       | 40,000    |
| Norway      | 2 x Платина  | 1995       | 80,000    |
| Sweden      | Платина      | 1994-10-10 | 20,000    |
| Switzerland | Платина      | 1995       | 50,000    |
| UK          | Платина      | 1995-02    | 600,000   |
| U.S.        | Золото       | 1995-09-05 | 500,000   |